# Akira Miyoshi
Akira Miyoshi (Japans: 三善晃, Miyoshi Akira) (Suginami, 10 januari 1933 – Tokio, 4 oktober 2013 was een Japans componist en muziekpedagoog.

## Levensloop
Aanvankelijk studeerde hij Franse Literatuur aan de Universiteit van Tokio. In 1955 constateerde hij dat hij nog vrije tijd had om te componeren, kreeg een stipendium en ging naar het befaamde Conservatoire national supérieur de musique in Parijs, waar hij studeerde bij Henri Dutilleux. Hij voltooide zijn studies toen hij in 1957 naar Japan terugkwam.
In 1953 won hij met zijn Sonata for Clarinet, Bassoon, and Piano de eerste prijs van de 22nd Japan Music Contest. Talrijke werken werden in Japan en Europa onderscheiden en wonnen prijzen, onder andere in 1954 de Art Festival Promotion Prize van de Agency of Cultural Affairs, de Italia Prize, de 3rd Otaka Prize en de Palme Académique van de Franse regering. Van 1954 t/m 1995 was hij president van de befaamde Toho Gakuen Universiteit. Nu is hij manager van de Tokyo Metropolitan Festival Hall.
In maart 1999 ging zijn eerste opera Faraway Sail - (Hasekura Tsunenaga) met groot succes in première. Dit werk werd met de prijs van de Suntory Music Foundation onderscheiden.

## Composities

### Werken voor orkest
- 1958 Symphonic Metamorphose (Kokyotekihenyo)
- 1960 Trois mouvements symphoniques - (Kôkyô sanshô) pour Orchestre
- 1962 Concerto for Piano and Orchestra
- 1964 Duel for Soprano and Orchestra
- 1965 Concerto pour Violon et Orchestra
- 1969 Concerto for Marimba and Strings
- 1969 Metamorphosed Odes for Orchestra
- 1970 Festival Overture
- 1974 Concerto pour Violoncelle et Orchestre
- 1978 Noesis pour Orchestre
- 1982 En-Soi Lointain
- 1982 Concerto for Violin and Orchestra
- 1984 Kyomon for Children's Choir and Orchestra voor sopraan, alt, kinderenkoor en orkest
- 1988 Litania pour Fuji
- 1991 Creation sonore
- 1991 Etoiles a cordes
- 1995 Dispersion de l'Été (Natsu no Sanran)
- 1996 Étoile à Échos (Kodamatsuri Hoshi)
- 1997 Fruits de Brume
- 1998 Chanson terminale: Effeuillage des Vagues (Enka・Namitsumi)
- Kyomon for orchestra and children’s choir

### Werken voor harmonieorkest
- 1960 Trois Mouvements Symphoniques, voor harmonieorkest
- 1972 Fanfare Of The Sapporo Winter Olympic Games 1972
- 1988 Subliminal Festa - (Secret Rites), voor harmonieorkest
- Concert, voor harmonieorkest
- Cross-By March
- "Kenka" uit de suite voor gemengd koor "Odeko no koitsu", voor harmonieorkest
- Metamorphose: Lyric Short Poem, voor harmonieorkest
- Miraculous Mandarin, voor harmonieorkest
- Stars Atlanpic '96
- Taketori Monogatari

### Muziektheater

#### Opera's
- 1999 Faraway Sail - (Hasekura Tsunenaga) Opera

#### Balletten
- 1990 The Tale of Bamboo Cutter (Taketori Monogatari), ballet

### Missen, cantates en gewijde muziek
- 1970 Requiem voor gemengd koor en orkest
- 1979 Shihen "Libro dei salmi" per coro e orchestra
- Letters To God for Children's Chorus and Marimba

### Werken voor koor
- 1961 3 jojoh voor vrouwenkoor
- 1962 Totsugu Musume ni
- 1966 For Four Seasons voor gemengd koor
- 1968 Five Pictures for Children voor gemengd koor en piano
  1. The weathercock
  2. The trumpet-shell
  3. "Yajiro-be" - A balancing toy
  4. The sand-glass
  5. A top of acorn
- 1970 ohson fuki voor mannenkoor
- 1971 Odeko no Koitsu
- 1983 Ballades to the Earth for a mixed choir
- 1983 Doubutsu Shisyuu voor gemengd koor en piano
- 1983 Poems of Animals for a mixed choir & piano
- 1984 Collection of songs "Died in the Country" voor gemengd koor en twee piano's
- 1987 Umi - (The Sea) for mixed choir, two pianos
- 1991 Yamagara Nikki voor gemengd koor en traditionele Japanse instrumenten
- 1992 Asakura Sanka voor spreker en gemengd koor
- 1996 Kamuy no kaze - (Wind of Kamuy) for mixed chorus and piano
- 5 Japanese folk songs voor gemengd koor
- Awa-Odori voor gemengd koor
- Four Autumn Songs voor vrouwenkoor
- Itsuki-no-komuri-uta for mixed Choir
- Kiso-Bushi voor gemengd koor
- Kitsune-no-uta for Children Chorus, Narration and Piano - Words: Tsunao Aida
  1. Kunkai ni-yoru
- Kouseishi Umi for Mixed Chorus and Two Pianos - Words: Sakon So
- Norainu Doji for Female Chorus - Words: Taizo Horai
  1. Acchieike
  2. Mitsumeteru
- Odeko-no-koitsu Yume from Suite for Children's Chorus - Words: Taizo Horai
- Otewan miso no uta voor gemengd koor
- Ousonfuki Gou for Male Chorus - Words: Tatsuji Miyoshi
- Sado Okesa voor gemengd koor
- Soran-bushi voor gemengd koor
- Yamagara Diary for Children's Chorus, Sanukite, and Marimba

### Kamermuziek
- 1955 Sonate pour Flute, Violoncello et Piano
- 1962 In White voor sopraansolo en piano
- 1962 String Quartet nº 1
- 1967 String Quartet nº 2 voor twee violen, viola en cello
- 1969 Huit Poemes pour ensemble de flutes voor fluit-oktett
- 1974 Nocturne for Marimba, percussion, flute, clarinet and double bass
- 1975 Litania voor contrabas en percussie
- 1979 Hommage voor fluit, viool en piano
- 1985 Message Sonore voor twee fluiten, 2 marimbas en contrabas
- 1987 C6H for Violoncello Solo
- 1989 Ombre Scintillante voor fluit en harp
- 1989 Perspective en Spirale voor klarinet en piano
- 1991 Cross = By March voor klein ensemble
- 1991 Koeru Kage ni voor sopraan en piano
- 1991 Reve colorie voor twee klarinetten
- 1992 String Quartet nº 3: Constellation Noire
- 5 Esquisses for Euphonium and Marimba
- Suite pour Soprano et Piano "Sei Sanryoh Hari"
- Vocal Album voor zangeres of zanger en piano

### Werken voor piano
- 1958 Sonate pour Piano
- 1973 Chaines Preludes pour Piano
- 1980 En vers für Klavier
- 1987 Symphonic choral poem "The Sea"
- 1987 Umi
- 1990 Jyoumon Rentou
- 1992 Klee no Ehon II
- 1992 Sore ga Namida dato lunonara
- 1992 Yusei Hitotsu
- Four Piano Pieces
  1. Arabesque of Waves
  2. The Keyboard Sunken
  3. Good Night, Sunset
  4. Waves and the Evening Moon
- Suite in Such
- The diary of the Sea
  1. snipe fishes' visit
  2. tropical fish playing hide-and- seek
  3. little sea shells of sicily
  4. waves and the evening moon
  5. siren's weaving song
  6. a secret of pearl shell
  7. coral song
  8. a hermit craqb surfing
  9. crab's promenade
  10. breakers' caprice
  11. bubbles tagging
  12. arabesque of waves

### Werken voor gitaar
- 1974 Protase "de Loin a Rien" pour 2 Guitares
- 1975 Epitase pour Guitare en IXTACCHIHUATL voor gitaar en slagwerk-ensemble
- 1985 5 Poems pour Guitare
- 1989 Constellation Noire voor gitaren-quintet

### Werken voor slagwerk
- 1968 Torse III for Solo Marimba
  1. These
  2. Chant
  3. Commentaire
  4. Synthese
- 1977 Etude Concertante - For 2 Marimbas
- 1978 Conversation - Suite For Marimba 
  1. Tender Talk
  2. So Nice It Was...Repeatedly
  3. Lingering Chagrin
  4. Again The Hazy Answer!
  5. A Lame Excuse
- 1999 Ripple for Solo Marimba
- 2001 Preludes for Marimba
- Rin-sai for solo marimba and six percussion players

### Werken voor traditionele Japanse instrumenten
- 1972 Torse IV for shakuhachi
- 1975 Henkatan'ei - Ikkyu Shokoku Monogatari Zueyori - for shakuhachi
- 1986 Ryusho Kyoku Suifu for shakuhachi
- 1993 Gikyoku for shakuhachi

### Filmmuziek
- Anne mit den roten Haaren

### Publicaties
- Akira Miyoshi: The Silent Beat of Japanese Music, in Japanese Essences (Japan as I see it - 3) Shichi Yamamoto, Kenichi Fukui et al., Tokyo. 1985.